# Гобґоблін (персонаж)
Гобґоблін (англ. Hobgoblin) — назва кількох вигаданих персонажів з коміксів американського видавництва Marvel Comics. Перший гобґоблін, Родерік Кінгслі, вперше з'явився у березні 1983 року в «The Amazing Spider-Man» № 238. Персонаж був створений Роджером Стерном та художником Джоном Ромітою молодшим. У 2009 році Гобґоблін потрапив до 100 найкращих лиходіїв коміксів за версією IGN.

## Вигадана біографія персонажа

### Родерік Кінґслі
Кінґслі був досить відомим модельєром, що використав нелегальні методи боротьби. Він зумів вибудувати власну корпорацію, що виходить за межі індустрії моди. У Кінґслі було багато знайомих в кримінальному світі. Одним з них був дрібний злодій на ім'я Джордж Гілл. Одного разу Джордж, намагаючись сховатися від Людини-Павука в каналізації, випадково натрапив на секретну базу Зеленого ґобліна. Повернувшись додому, Гілл все розповів Родеріку. Тоді Кінґслі вбиває Джорджа, щоб ніхто більше не дізнався про це.
Родерік пробрався на базу Осборна та викрав формулу Ґобліна. Знаючи про божевілля Нормана Осборна, Кінґслі змінив формулу. Однак Родерік не був повністю впевнений, чи вдалося йому уникнути побічних ефектів сироватки. Тоді він вирішує спершу перевірити формулу на підручному Лефті Доновані. Кінґслі наказує підлеглому напасти на Людину-павука у вигляді нового суперлиходія — Гобґобліна, а сам у цей час спостерігає за битвою. Зіткнувшись з Гобґобліном, Людина-павук здолав та викрив Лефті Донована. Тоді Родерік Кінґслі вбиває Донована, перш ніж він встигає розповісти про нього.
Переконавшись у тому, що формула безпечна, Кінґслі приймає її та стає новим Гобґобліном. У новому вигляді Родерік починає усувати своїх конкурентів по бізнесу. Незабаром Гобґоблін зіткнеться з Людиною-павуком і, нібито, тоне в річці.
Пізніше репортер Нед Лідс розкриє секрет Родеріка. Кінґслі промиває мізки Лідсу і використовує його, як маріонетку (кілька разів він навіть посилає Лідса на зустріч з кримінальними босами), а сам йде в тінь. Керуючи Недом, Родерік допоможе Фіску під час Війни Банд. Згодом Лідс починає виходити з-під контролю. Щоб убезпечити себе, Кінґслі розпускає чутки про те, що Нед є Гобґобліном. Водночас починається суперництво між Родеріком та Філом Уріхом.
Вважаючи, що Нед є справжній Гобґоблін, Філ Уріх вбиває його, коли Лідс знаходиться в Парижі. Після цього Кінґслі залишає США, залишивши опікуватися корпорацією братові Даніелю.
Уріх вирішує сам стати Гобґоблін. У новому вигляді він кілька разів зазнає поразки від Людини-Павука і потрапляє до в'язниці. Тоді Кінґслі повертається в США і підриває камеру, у якій знаходився Уріх.
Після вбивства Уріх вдова Лідса розкрила таємницю Родеріка. Вона звернулася за допомогою до Людини-павука. Він долаває Кінґслі. Родерік потрапив до в'язниці для суперлиходіїв. Дізнавшись, що Зелений ґоблін знову з'явився, Кінґслі написав листа Норману. Родерік пише, що у нього є журнал, який може розкрити таємницю Осборна і, якщо Кінґслі не вийде на волю, цей журнал отримає поліція. Зелений ґоблін організовує втечу Родеріка. Незабаром Осборн розуміє, що ніякого журналу не існує. Тоді він викуповує корпорацію Кінґслі. Гобґоблін лютує та намагається вбити Нормана, але програє і змушений втікати на Карибські острови, прихопивши з собою кілька мільйонів доларів.

### Арнольд Донован
Арнольд Самуїл «Шульга» Донован був дрібним бандитом, який працював на Родеріка Кінґслі, поки він не піддався формулою Ґобліна як піддослідний. Кінгслі зробив так, що Донован змішав два хімікати, щоб створити формулу. Формула вибухає, спотворюючи обличчя Донована і надаючи йому суперсилу і він став другим Гобґобліном. Воював з Людиною-павуком, але загинув у сутичці.

### Нед Лідс
Едвард «Нед» Лідс був репортером, працював у «Daily Bugle». Кінґслі дізнається, що Нед Лідс відкрив таємницю його притулку. Тоді Родерік захоплює журналіста та промиває йому мізки, щоб змусити Лідса повірити, що саме він і є Гобґоблін. Кінгслі використовував нового Гобґоблін, поки він йому був потрібен, а потім усунув його руками Іноземця.

### Джейсон Макендейл
Джейсон Макендейл після закінчення коледжу став агентом ЦРУ. Проте, методи Макендейла були занадто жорстокими для організації, і він був звільнений. Це змусило Макендейла стати суперлиходієм Джеком-ліхтарником. Він деякий час працював у парі з Недом Лідсом. Після смерті Лідса Макендейл вирішує, що взявши собі обладнання та особистість Гобґобліна, знайде ту повагу злочинної спільноти, що було у Гобґобліна. Але через декілька ганебних поразок від Людини-павука і навіть від Гаррі Озборна, а також тому, що суперлиходії дізналися, що Макендейл отримав псевдонім та обладнання Гобґобліна завдяки вбивству, він став посміховиськом для інших злочинців. Був убитий Родеріком Кінґслі.

### Даніель Кінґслі
Коли Родерік Кінґслі втік в Еквадор, його брат Деніел прибув до Нью-Йорка та став видавати себе за Родеріка, з наміром стати новим Гобґобліном. Він знайшов лігво брата, в якому були нові розробки Ос-Корпа — крилатий ракетний ранець замість планера і плазмовий меч. Але туди ж навідався і Філ Уріх. В ході боротьби Філ оглушив Кінґслі та обезголовив його мечем.

### Філ Уріх
Філіп Бенджамін Уріх певний час використовував обладнання та псевдонім Зеленого ґобліна для здійснень героїчних вчинків. Втративши обладнання та бувши не в змозі відновити його, вирішив відмовитись від героїчних вчинків. Але Уріх виявив старе лігво Родеріка Кінґслі, де зустрів Деніеля Кінґслі — який видавав себе за свого брата Родеріка, першого Гобґобліна. Відбулася сутичка і Філіп Уріх оглушив Деніеля Кінґслі, а потім вбив його. Уріх забрав обладнання та костюм Гобґобліна, щоб стати лиходієм. Незабаром він стає агентом Кінґпін, який хоче вбити Людину-павука. Але Людина-павук розкриває громадськості особистість Гобґобліна та перемагає його у бою. Зелений ґоблін звільняє Філа, та приймає його в ряди підпільної організації «Підземелля Ґобліна» під ім'ям Лицар-ґоблін.